# Међународни дан борбе против туберкулозе
Међународни дан борбе против туберкулозе (енгл. World Tuberculosis Day) је дан који обележава Светска здравствена организација. Овај дан се обележава 24. марта. Светски дан борбе против туберколозе је једна од 11 званичних глобалних кампања за јавно здравље које обележава Светска здравствена организација (СЗО).
Светска здравствена организација прогласила је 24. март Међународним даном борбе против туберкулозе како би упозорила на важност превенције те болести, од које у свету годишње умире између три и четири милиона људи, и како би подигла свест јавности о овој глобалној епидемији. Овај датум је изабран јер је тог датума 1882. године професор и микробиолог Роберт Кох објавио своје откриће бацила туберколозе.
Крајем 19. века од туберкулозе је умирао сваки седми становник Сједињених Америчких Држава и Европе. А онда, 24. марта 1882. године др Роберт Кох је на Институту за хигијену Универзитета у Берлину објавио своје откриће: бацил туберкулозе (Mycobacterium tuberculosis). У то време, ово је представљало најзначајнији корак у контроли епидемије и сузбијању ове тада веома смртоносне болести.
Сто година касније, 1982. године Светска здравствена организација (СЗО) и Међународна унија за борбу против туберкулозе и других плућних болести (IUATLD) обележиле су први пут Светски дан борбе против туберкулозе. Ово је имало за циљ да подигне ниво знања становништва о здравственим и економским последицама туберкулозе.
1990. године су се стручњаци и научници који се баве овом проблематиком окупили у Хагу, у Холандији и подржали идеју о елиминацији туберколозе у земљама западне <<европе, САД, Канади и Јапану. Ту је објављен оквирни документ који је и данас у примени, у коме се наводи праг од мање од једног случаја туберколозе на милион становника и сматра се прагом елиминације довољно ниским да омогуци да се туберколоза никад више не појави као јавноздравствена претња у будућности.
У 2018. 10 милиона људи је оболело од туберкулозе, иако је лечење туберколозе доступно преко 65 година, 1,3 милиона је умрло 2018. од ове болести, углавном у слабије развијеним земљама. Ово га такође чини водећим узроком смрти од заразне болести.
Данас се у Европској унији годишње пријави 60.000 случајева оболевања од ове болести, што је стопа пријављивања мања за 5% на годишњем нивоу, док је потребно да тај проценат пријављивања региструје пад од најмање 10% да би се постигли циљеви одрживог развоја и глобалне стратегије за елиминацију туберколозе.